# Генріх Зайн-Віттгенштайнський
Принц Генріх Александер Людвіг Петер Зайн-Віттгенштайнський (нім. Heinrich Alexander Ludwig Peter Prinz zu Sayn-Wittgenstein; нар. 14 серпня 1916, Копенгаген — пом. 21 січня 1944, Нойермарк-Любарс, Ангальт) — німецький військовий льотчик-ас, 3-й за результативністю пілот нічної винищувальної авіації за часів Третього Рейху; здобув 83 перемоги у повітряних боях. Майор Люфтваффе. Один з 160 кавалерів Лицарського хреста Залізного хреста з дубовим листям та мечами (1944).

## Біографія
Народився 14 серпня 1916 року в аристократичній родині Зайн-Віттгенштайн у сім'ї німецького дипломата Густава Александера принца цу Зайн-Вітгенштайна (1880—1953), котрий служив у той час у Копенгагені. Його родина мала своїми нащадками безліч вельможних діячів Німеччини та інших країн, зокрема фельдмаршала російської імператорської армії Вітгенштейна П. Х., учасника «битви народів».
Молодий Генріх після здобуття освіти у багатьох елітарних навчальних закладах Європи, 12 квітня 1932 вступив до Гітлер'югенда у Фрайбурзі. 15 січня 1933 він став командиром групи молодих нацистів. Проходив навчальну військову підготовку та тренування в навчальних таборах організації.
У квітні 1937 року вирішив поступити на військову службу і вступив до лав 17-го кавалерійського полку в Бамберзі. Однак, вже влітку того ж року, перевівся до Люфтваффе та у жовтні 1937 поступив до льотної школи в Брауншвейзі. У червні 1938 по завершенні льотної підготовки отримав перше офіцерське звання лейтенант. Літав на Junkers Ju 88 та Heinkel He 111 в 54-ій бомбардувальній ескадрі у Фріцларі.
Початок нової світової війни застав його на західних кордонах Рейху. Перший бойовий досвід здобув у Французькій кампанії, пізніше бився в битві за Британію. Молодий офіцер був льотчиком-спостерігачем на He 111 H-3 у Kampfgeschwader 1 «Гінденбург».
Взимку 1940—1941 проходив курси удосконалення пілотів бойової авіації, у березні прибув до проходження подальшої служби до складу KG 1. Ескадра дислокувалася у Айхвальде у Східній Пруссії, де готувалася до вторгнення до Радянського Союзу. З початком операції «Барбаросса» виконував завдання з бомбардування радянських важливих об'єктів поблизу Лієпая, Єлгава та Рига.
У серпні 1941, коли Зайн-Віттгенштайн був переведений до нічної винищувальної авіації, він вже мав на власному рахунку 150 бойових вильотів і був нагороджений обома Залізними хрестами та ще низкою нагород Люфтваффе.
1 листопада 1942 року Зайн-Вітгенштайн був переведений з KG 1 на посаду командира ескадрильї у 9./NJG 2. Першу перемогу в повітрі він здобув у нічному бою 6 травня 1942 західніше Валхерен над британським бомбардувальником «Блейхем». До середини вересня на рахунку командира 9./NJG2 оберлейтенанта Зайн-Вітгенштайна було вже 12 перемог, серед яких британський винищувач «Фулмар», збитий ним 27 липня.
У нічному бою 31 липня 1942 принц збив відразу три літаки, досягши 15-у, 16-у та 17-у перемоги відповідно. 7 жовтня 1942 оберлейтенант Зайн-Віттгенштайн удостоєний Лицарського хреста Залізного хреста за 22 перемоги в небі над противником. Нагороду йому вручав генерал Йозеф Каммгубер.
У лютому 1943 гауптман Зайн-Віттгенштайн переведений на Східний фронт на посаду командира IV./NJG 5. Однак, вже у березні-квітні 1943 4-а авіа група передислокована до французького Ренна, де отримала завдання охорони військово-морських баз німецьких підводних човнів на західному узбережжі. Місцем дислокації групи був аеродром Гілзе-Реєн.
У липні 1943 група гауптмана Зайн-Вітгенштайна перекинута знову на Східний фронт, де з 1 серпня 1943 вона стала іменуватися I./NJG 100. 20 липня за одну ніч молодий ас збив відразу сім літаків радянських ВПС на північний схід від Орла, причому тільки в одному нічному бою, що тривав 47 хвилин, він спромігся знищити шість з них.

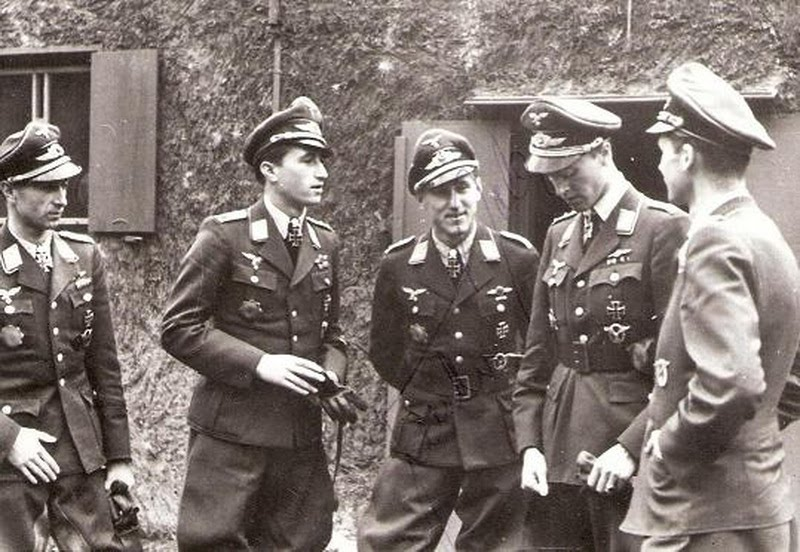
Зліва направо: Гартманн Грассер, Вальтер Новотни, Гюнтер Ралль, принц Генріх і Ніколаус фон Белов (Растенбург; 22 вересня 1943).

1 та 3 серпня 1943 Зайн-Віттгенштайн здобув потрійні перемоги, довівши свій власний рахунок до 50 перемог у небі. 15 числа він був призначений командиром II./NJG 3, а 31 серпня його нагородили дубовим листям до Лицарського хреста за 54 збитих літаки противника. 22 вересня 1943 нагороду вручив особисто фюрер у Ставці Гітлера у Східній Пруссії.
1 січня 1944 молодий офіцер отримав під своє командування NJG 2. У ніч з 1 на 2 січня 386 британських бомбардувальників здійснили черговий наліт на Берлін, скинувши 1 401 тонну бомб. Німецькі нічні винищувачі змогли збити 28 літаків (6 над Північним морем і 22 в районі Берліна), тобто 7,3 % від загального числа тих, котрі брали участь у нальоті. При цьому на рахунку Зайн-Вітгенштайна було відразу 6 бомбардувальників.
20 січня 1944 року Зайн-Віттгенштайн збив три ворожі важкі бомбардувальники «Ланкастер» у небі Берліна, досягнувши 76-78 перемог.
Наступного дня, 21 січня 1944 року, майор Зайн-Вітгенштайн на винищувачі Ju 88 R4 загинув у бою з британськими льотчиками-пілотами бомбардувальників та винищувачами, коли його літак зазнав серйозних пошкоджень, а сам він встиг вистрибнути з парашутом з палаючого Ju 88, проте купол не розкрився. Похований на німецькому військовому цвинтарі в Нідерландах, ліворуч спочиває інший ас із знатного роду — принц Егмонт цур Ліппе-Вайссенфельд.
23 січня 1944 року майор Зайн-Віттгенштайн був посмертно удостоєний мечів до Лицарського хреста з дубовим листям. На його особистом рахунку було 320 бойових вильотів, 150 з яких літаками-бомбардувальниками та розвідниками. На час своєї загибелі він очолював список бойових пілотів-винищувачів нічної авіації з 83 перемогами, 23 з яких пілот ас здобув на Східному фронті та 60 — на Західному.